# Roger Knobelspiess
Roger Knobelspiess, né le 15 septembre 1947 à Elbeuf en Seine-Inférieure et mort le 19 février 2017 à Gassin, est un malfaiteur français devenu écrivain puis acteur. Son œuvre est consacrée à l'univers carcéral.

## Biographie
Fils de Joseph Knobelspiess (1914-1969), ramoneur et homme à tout faire d’ascendance alsacienne (Guebwiller), et de Gabrielle Cauwet, Roger Knobelspiess évolue dans une famille nombreuse de « 7 frères et sœurs, quatre garçons et trois filles » marquée par la violence de parents alcooliques. Il vit, avec son frère Jean, une jeunesse délinquante faite de petits vols. Jean est abattu par un commerçant à qui il a volé un autoradio.

### Condamnations
En 1972, Roger Knolbelspiess est condamné à quinze ans de prison pour un vol à main armée commis dans une station-service, qu’il nie avoir commis. En 1976, il ne réintègre pas la prison après une permission de sortie et commet des vols à main armée, puis est à nouveau arrêté et réincarcéré. En prison, il rencontre Jacques Mesrine et Taleb Hadjaj. Cultivé, s’exprimant bien, il explique la délinquance par les inégalités de la société bourgeoise, et obtient le soutien de nombreux intellectuels en vue. Gracié par le président de la République, François Mitterrand, en 1981, il est de nouveau arrêté et incarcéré, en 1983 pour un braquage qu’il nie de nouveau avoir commis. Il se coupe alors un doigt qu'il envoie au garde des Sceaux Robert Badinter pour protester contre l'injustice de son emprisonnement. Il sera acquitté en janvier 1986.
Le 6 avril 1987, il est arrêté en flagrant délit au cours du braquage de la Banque populaire de Thuir dans les Pyrénées-Orientales. Condamné le 17 avril de la même année à sept ans de prison par la cour d’assises de Rouen pour la fusillade contre des policiers, survenue rue aux Saulniers à Saint-Pierre-lès-Elbeuf dans la nuit du 23 au 24 septembre 1982, il est à nouveau condamné, le 27 octobre 1989, à neuf ans de prison ferme par la cour d’assises de Perpignan pour le braquage de Thuir. Il est finalement libéré en août 1990 grâce à une remise de peine. Il a passé au total vingt-six ans derrière les barreaux.

### Soutien des intellectuels
En 1980, encore incarcéré, Roger Knobelspiess publie son premier livre, «QHS : quartier haute sécurité », un texte qui avait poussé le gouvernement à fermer ces fameux quartiers[réf. souhaitée]. Cultivé, brillant, «Knop» explique la délinquance par «les inégalités de la société bourgeoise».
Il s'attire la sympathie d'artistes : du chanteur Jacques Higelin qui lui a consacré Ballade pour Roger dans son album «Tombé du ciel» aux dessinateurs Georges Wolinski et Gébé (qui produit entre autres une planche de bande dessinée utilisée en cour de justice pour appuyer un alibi), en passant par le chanteur Léo Ferré ou encore par l'actrice Marie Rivière qui a raconté son combat pour le faire sortir de prison dans «Un amour aux assises». Il était alors comme il le confiait au «Parisien» en 2003, le héros des « intellos de gauche » dans la lutte anticarcérale.

### Vie privée
Knobelspiess a eu pour compagne l'actrice Marie Rivière — elle raconte son combat pour le faire sortir de prison dans Un amour aux assises. Ils ont eu un fils, François.
À partir des années 90, il joue des petits rôles dans une vingtaine de films de cinéma et de télévision, notamment chez Jean-Pierre Mocky, Bertrand Tavernier, Xavier Durringer ou Vincent Ravalec.
Dans les années 2000, il se retire dans le Tonnerrois en Bourgogne.

## Publications
- 1980 : QHS, Quartier de haute sécurité, Paris, Stock  (ISBN 2225654611) ; Paris, Le Rocher, 2007  (ISBN 2268059251)
- 1981 : L'Acharnement ou la Volonté de l'erreur judiciaire, Paris, Stock
- 1984 : Le Roman des Ecameaux, Paris, Grasset  (ISBN 224631111X)
- 1991 : Voleur de poules, une histoire d'enfant, Paris, Flammarion ; éd. poche Paris, J'ai Lu, 1992
- 1994 : Le Huitième Évadé, Paris, Flammarion  (ISBN 2080666835) ; rééd. Alphée, 2009
- 2003 : Le Dépanneur, Le Masque  (ISBN 2702431828)
- 2004 : Désordres de mémoire, Paris, Le Rocher (ISBN 2268049280)
- 2008 : Mesrine, l'évasion impossible (BD) avec Lounis Chabane, Paris, Casterman, 2007  (ISBN 2203005483)

## Filmographie

### Cinéma
- 1971 : Coup pour coup de Marin Karmitz
- 1991 : Ville à vendre de Jean-Pierre Mocky
- 1992 : Le Mari de Léon de Jean-Pierre Mocky
- 1993 : Grande Petite de Sophie Fillières
- 1995 : Capitaine Conan de Bertrand Tavernier
- 1996 : J'irai au paradis car l'enfer est ici de Xavier Durringer
- 1997 : Vidange de Jean-Pierre Mocky
- 1998 : Cantique de la racaille de Vincent Ravalec
- 1998 : Toni de Philomène Esposito
- 1999 : Le Glandeur de Jean-Pierre Mocky
- 2001 : La Bête de miséricorde de Jean-Pierre Mocky
- 2001 : Mischka de Jean-François Stévenin
- 2005 : Le Bénévole de Jean-Pierre Mocky
- 2006 : La Terre ferme d'Olivier Riou (court-métrage)
- 2011 : Les Insomniaques de Jean-Pierre Mocky
- 2011 : De force de Frank Henry
- 2016 : Le Cabanon rose de Jean-Pierre Mocky

### Télévision
- 1981 : invité de la première émission Droit de réponse de Michel Polac[9]
- 1992 : Commissaire Moulin : Les Zombies d'Yves Rénier
- 2010 : Colère de Jean-Pierre Mocky

#### Interviews
- « La castration chimique » sur le site de VSD
- « Fallait-il durcir la loi sur la récidive des infractions pénales ? » sur le site de VSD